# Революція
Революція (від лат. revolutio — переворот, змінення, кардинальна зміна) — швидка радикальна зміна всієї самостійної органічної або неорганічної системи, на відміну від еволюції, де зміни відбуваються поступово, у часі. Прикладами зазначених систем є суспільство, людина, наукові знання, засоби виробництва та ін.
Революція, на відміну від реформи, змінює всю систему, а не окрему її частину (яка також може бути підпорядкованою системою). Відповідно до того, яка система зазнає змін, кажуть про революцію суспільну або політичну, революцію в біологічних процесах, в окремій науці, технічну революцію тощо.
Поборника революційних змін, учасника революційного руху називають революціонер.

## Походження терміна

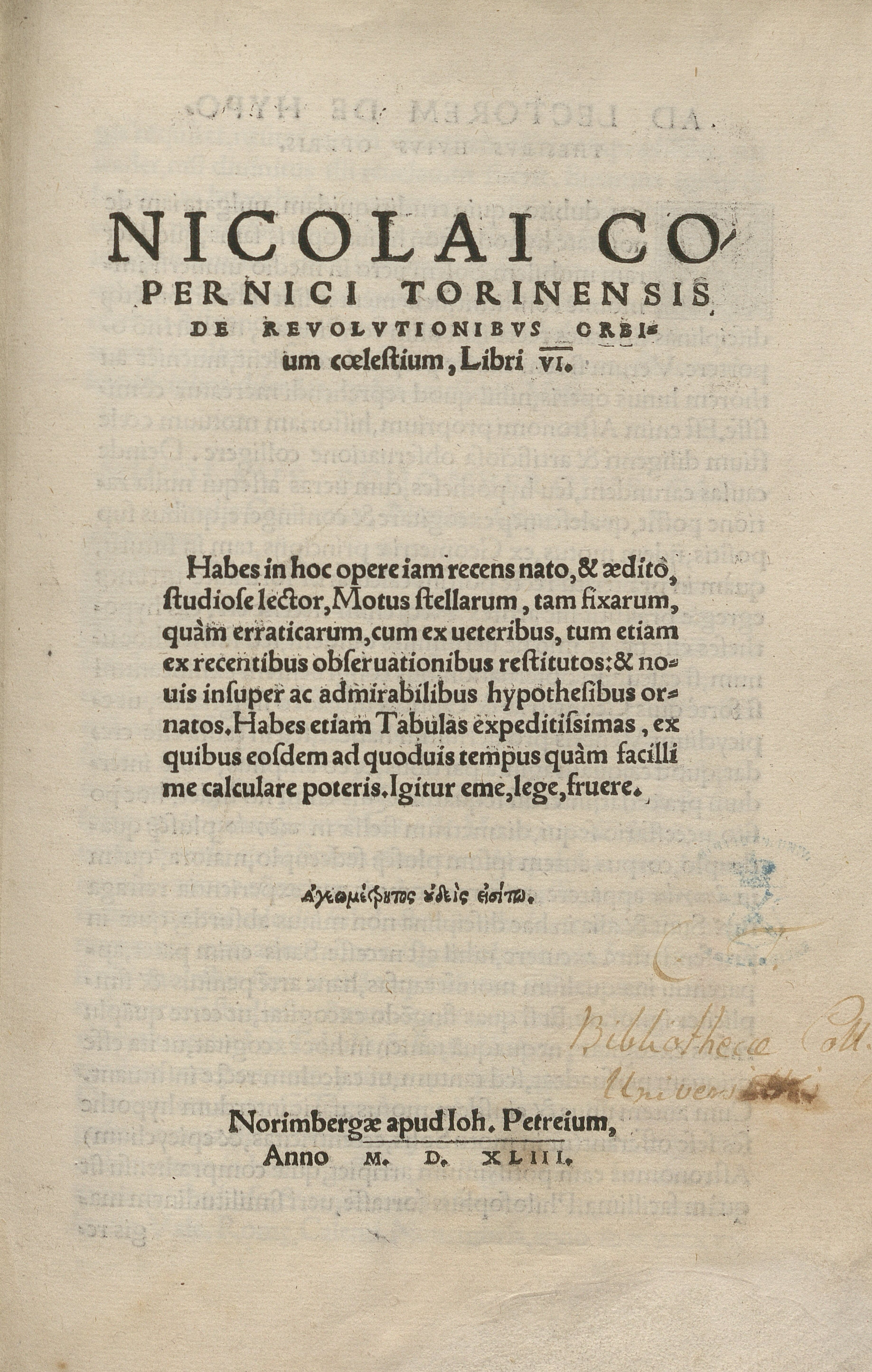
Титульна сторінка «De revolutionibus orbium coelestium»

Слово «революція» похідне від пізньолатинського «revolutio» — у значенні «обертання», «перетворення». У цьому сенсі його використовували алхіміки XV ст. для опису перетворень речовин і хімічних елементів. Але справжньої популярності в наукових колах термін набув із появою фундаментальної, й, водночас, справді революційної праці Миколая Коперника «De revolutionibus orbium coelestium» («Про обертання небесних світів», 1543).
У політичному сенсі термін «революція» почали використовувати лише у XVII ст. — першою подією, що отримала таке визначення, стала Славна революція 1688 року. Втім згодом так почали називати й події, котрі відбувалися раніше, зокрема Англійську (яку до того іменували «Великим повстанням» або ж «Громадянською війною») та Шотландську («Єпископські війни») революції.
Як концептуальний антонім до слова «революція» вживають слово еволюція. А безпосереднім антонімом є контрреволюція.

## Тривалі причини революції
Сама революція не може відбутися відразу чи несподівано. Це тривалий процес накопичення з боку населення свого незадоволення, до однієї критичної події, яка може стати фінальним перемикачем для бунту. Це можна віднести до економічної, політичної, технологічної, соціальної сфер. Можлива комбінація всіх напрямків.
Революція починає свою активну фазу як мінімум однією короткочасною подією чи кризою. Події за собою викликають великі вимоги щодо певних дій або реформ.
Революційні настрої посилюються, коли люди розуміють, що старий режим (якщо говорити за політику) не бажає або не здатний до реформ і покращень. Якщо революціонери усвідомлюють, що реформи не прийдуть до них від політичної верхівки, то їх дії починають ставати більш рішучими для початку змін на певній території.

## Соціальні та політичні революції
Італійський економіст і соціолог Вільфредо Парето розглядав революцію як механізм збереження рівноваги між аристократичною і демократичною тенденціями оновлення правлячих еліт, що дозволяв кооптувати до правлячої еліти осіб неелітарного походження з елітарними якостями та виведенням елітарних осіб з неелітарними якостями. Оскільки правляча еліта прагне зберегти свої привілеї і передати їх у спадок, вона намагається протидіяти оновленню еліт, чим погіршує свій якісний склад. Коли занепад правлячої еліти стає масштабним, контреліта за допомогою мас витісняє стару еліту і стає правлячою, що унеможливлює поширення занепаду правлячої еліти на все суспільство. Цей процес Парето назвав «масовою циркуляцією еліти, або просто революцією».

## Технічні і технологічні революції
- Промислова революція — широке застосування машин, особливо парового двигуна, використання вугілля як головного енергоносія, індустріалізація.
- Друга промислова революція — перехід від вугілля, як головного енергоносія, на нафту; винахід електрики, електродвигуна, телефона, поширення нових форм виробництва: конвеєр, розвиток хімічної промисловості.
- Третя промислова, або ж цифрова (електронна) революція — винахід мікросхем, автоматизація виробництва, широке використання комп'ютерів та засобів комунікацій, поширення інтернету.